# 木衛五十二
木衛五十二是一颗木星的天然卫星。它由克里斯蒂安·韦耶于2010年发现。 